# Generátorhalmaz
Az absztrakt algebrában egy G csoport S részhalmaza generátorhalmaz, ha G minden eleme előáll S elemeinek és azok inverzeinek véges szorzataként.
Egy G csoport S részhalmaza által generált részcsoportot, tehát azt a legkisebb csoportot, amely tartalmazza az S halmazt, így jelöljük: {\displaystyle \langle S\rangle }. Ez a legkisebb csoport egyértelműen létezik az S halmazt tartalmazó részcsoportok metszeteként. Az {\displaystyle \langle S\rangle } részcsoport pontosan azokat az elemeket tartalmazza, amelyek előállnak S elemeinek és azok inverzeinek véges szorzataként.
Ha {\displaystyle G=\langle S\rangle }, akkor S generátorhalmaza a G csoportnak, más szóval S generálja G-t. Az S halmaz elemeit nevezik generátoroknak is. Ha S az üres halmaz, akkor {\displaystyle \langle S\rangle =\{e\}} az egységelemet tartalmazó csoport, mert az üres szorzat definíció szerint az egységelem.
Ha S csak egyetlen x elemet tartalmaz, akkor használható a {\displaystyle \langle x\rangle } jelölés is a generált csoportra, ami nem más, mint x hatványainak halmaza, tehát az x elem által generált ciklikus csoport. Ha {\displaystyle \langle x\rangle =G}, akkor azt mondjuk, hogy x generálja a csoportot. Egy x elem pontosan akkor generálja a csoportot, ha x rendje |G|.

## Végesen generált csoport
Ha S véges, akkor G=<S> végesen generált csoport. Sok tétel van, ami végesen generált csoportokra igaz, de általában csoportokra nem áll fenn.
Minden véges csoport végesen generálható, hiszen G=<G>. Például az egész számok halmaza az összeadás műveletre nézve végesen generálható például a <-1> vagy a <1> konstrukciókkal. Ha {\displaystyle m,n\in \mathbb {Z} } egészek relatív prímek, azaz lnko(m, n)=1, akkor az {m, n} halmaz is generálja az egész számok halmazát. Viszont a racionális számok halmaza az összeadás műveletére nézve nem generálható végesen.

## Szabadon generált csoport
Az S halmaz által generált legnagyobb csoport az S által generált szabad csoport. Minden S által generált csoport izomorf ennek egy faktorcsoportjával. Ez a csoportok reprezentációjának egy alapvető eredménye.

## Frattini-részcsoport
Egy érdekes rokon terület a nemgenerátorok elmélete. Valamely x elemet nemgenerátornak hívunk, ha minden x-et tartalmazó  S generátorhalmaz az x elem nélkül is generálja a csoportot. Az összes nemgenerátor halmaza is G egy részcsoportját alkotja. Ezt a részcsoportot nevezik Frattini-részcsoportnak.

## Példák
Az U(Z9) csoport a 9-hez relatív prím egészek multiplikatív csoportja mod 9 (U9 = {1, 2, 4, 5, 7, 8}). Ebben a csoportban modulo 9 kell számolni. A 7 nem generálja ezt a csoportot, mivel
{\displaystyle \{7^{i}{\pmod {9}}\ |\ i\in \mathbb {N} \}=\{7,4,1\}.}
de 2 igen, mert:
{\displaystyle \{2^{i}{\pmod {9}}\ |\ i\in \mathbb {N} \}=\{2,4,8,7,5,1\}.}
Másrészt n > 2 -re az n-edfokú szimmetrikus csoport nem ciklikus, nem generálható egy elemmel. De generálható két permutációval: (1 2)-vel, és (1 2 3 ... n)-nel. Például az S3 harmadrendű szimmetrikus csoport:
e = (1 2)(1 2)
(1 2) = (1 2)
(1 3) = (1 2)(1 2 3)
(2 3) = (1 2 3)(1 2)
(1 2 3) = (1 2 3)
(1 3 2) = (1 2)(1 2 3)(1 2)
Vannak végesen generálható végtelen csoportok is. Ilyen például az egész számok additív csoportja. A 2 elem önmagában nem generálja, mivel a páratlan számok kimaradnak. A {3, 5} kételemű halmaz generálja, mivel (−5) + 3 + 3 = 1. Sőt, minden relatív prím pár generátorhalmaza az egész számok csoportjának.

## Lásd még
- Cayley-gráf